# Dann ist Polen offen
Die deutsche Redewendung Dann ist Polen offen (oder abgeändert „Jetzt ist Polen offen“) bedeutet umgangssprachlich so viel wie „eine außer Kontrolle geratene Situation“ oder „dann gibt es Ärger“ und kann auch als Drohung gebraucht werden. Das Sprichwort kann aber je nach Kontext verschiedene Bedeutungen haben.
Nach einer älteren Deutung bezeichnet die Redewendung eine übertriebene Reaktion auf einen geringfügigen Anlass und soll die angeblich leichte emotionale Erregbarkeit der polnischen Seele ausdrücken.

## Herkunft
Die Redewendung geht möglicherweise auf die Teilungen Polens zurück, während derer die Nachbarstaaten Russland, Preußen und Österreich den polnisch-litauischen Unionsstaat zwischen 1772 und 1795 untereinander aufteilten. Der polnische Staat verschwand daraufhin für 123 Jahre von der politischen Karte Europas und war somit „offen“ für Eingriffe von außen. Daher rührt die Verwendung des Sprichworts im Sinne von „wenn das so ist, dann kann wirklich alles Mögliche passieren“ bzw. „wenn das wirklich so ist, dann knallt’s“.